# Marly FR
| FR ist das Kürzel für den Kanton Freiburg in der Schweiz. Es wird verwendet, um Verwechslungen mit anderen Einträgen des Namens Marly zu vermeiden. |

Marly (Freiburger Patois Marliⓘ) ist eine politische Gemeinde im District de la Sarine (deutsch: Saanebezirk) des Kantons Freiburg in der Schweiz. Der frühere deutsche Name Mertenlach wird heute kaum mehr verwendet.

## Geographie
Marly liegt auf 627 m ü. M., 3,5 km südlich der Kantonshauptstadt Freiburg (Luftlinie). Die Agglomerationsgemeinde erstreckt sich in einer Talweitung der Ärgera (französisch: Gérine), kurz vor ihrer Mündung in die Saane, sowie auf den angrenzenden Molassehöhen des Freiburger Mittellandes.
Die Fläche des 7,7 km² grossen Gemeindegebiets umfasst einen Abschnitt der Molassehöhen östlich der Saane. Der zentrale Teil des Gebietes wird von einer bis zu 800 m breiten Talweitung eingenommen, die von der Ärgera von Osten nach Westen durchflossen wird. Der Flusslauf ist hier in ein Kanalbett eingezwängt und verbaut, um den flachen Talboden vor den früher oft erfolgten Überschwemmungen zu schützen. Unterhalb dieser Talweitung fliesst die Ärgera durch eine Engstelle zwischen den Plateaus von La Grangette und Marly-le-Petit und mündet kurz darauf in die Saane.
Südlich des Ärgeratals erstreckt sich der Gemeindeboden auf die angrenzenden Waldhöhen mit Bois de l'Eglise, Vers le Bois (mit 730 m ü. M. der höchste Punkt von Marly) und Bois de Monteynan (704 m ü. M.). Diese Waldhöhen sind durch verschiedene Seitenbäche der Ärgera untergliedert, darunter der Ruisseau de Copy. Nördlich an die Talmulde der Ärgera schliesst ein rund 1 km breites Hochplateau (620 bis 650 m ü. M.) an, das steil gegen den tief in die Molasseschichten eingeschnittenen und durch zahlreiche Mäander gewundenen Lauf der Saane abfällt. Der Hang ist an einzelnen Stellen 100 m hoch und von Sandsteinfelsen durchzogen. Entlang der Saane verläuft die West- und Nordgrenze der Gemeinde. Von der Gemeindefläche entfielen 1997 28 % auf Siedlungen, 29 % auf Wald und Gehölze, 37 % auf Landwirtschaft, und etwas weniger als 6 % war unproduktives Land.
Marly besteht aus den beiden Siedlungsteilen Marly-le-Grand (637 m ü. M.) am nördlichen Talhang der Ärgera, Marly-le-Petit (622 m ü. M.) am Rand des Plateaus nördlich des Ärgeratals, dem Weiler Chésalles (630 m ü. M.) am Hang südlich der Ärgera und einigen Einzelhöfen. Nachbargemeinden von Marly sind Freiburg, Pierrafortscha, Villarsel-sur-Marly, Bois-d’Amont, Hauterive und Villars-sur-Glâne.

Luftbild (1971)

## Bevölkerung
| Bevölkerungsentwicklung | Bevölkerungsentwicklung |
| Jahr                    | Einwohner               |
| ----------------------- | ----------------------- |
| 1860                    | 509                     |
| 1880                    | 560                     |
| 1900                    | 774                     |
| 1930                    | 822                     |
| 1950                    | 1334                    |
| 1960                    | 1813                    |
| 1970                    | 4329                    |
| 1980                    | 5235                    |
| 1990                    | 6578                    |
| 2000                    | 7184                    |

Mit 9069 Einwohnern (Stand 31. Dezember 2023) gehört Marly zu den grossen Gemeinden des Kantons Freiburg. Es ist nach Freiburg und Villars-sur-Glâne die bevölkerungsmässig drittgrösste Gemeinde der Agglomeration Freiburg. Die Bevölkerungszahl von Marly stieg besonders während der 1960er-Jahre markant an und wächst auch seither kontinuierlich weiter. Durch dieses Wachstum sind die Siedlungskerne von Marly-le-Grand und Marly-le-Petit heute nur noch ansatzweise zu erkennen. Das dazwischen liegende Gebiet ist mittlerweile vollständig überbaut.

### Sprachen
Von den Bewohnern sind 73,3 % französischsprachig, 17,3 % deutschsprachig, und 2,1 % sprechen Italienisch (Stand 2000). Marly liegt an der Sprachgrenze. Es war stets ein französischsprachiges Dorf, hatte jedoch im 18. und 19. Jahrhundert eine relativ grosse deutschsprachige Minderheit. Der Einfluss des Deutschen nimmt seit über 150 Jahren kontinuierlich ab: 1880 waren noch 28 %, 1990 nur noch 19 % der Bevölkerung deutschsprachig.

## Politik
- Grüne: 8
- SP: 11
- GLP: 4
- CVP: 12
- FDP: 9
- SVP: 5

### Legislative
Gesetzgebende Behörde ist der von den Stimmberechtigten der Gemeinde alle fünf Jahre gewählte Generalrat (Conseil général). Die 50 Abgeordneten werden im Proporzwahlverfahren gewählt. Die Aufgaben des Generalrates umfassen die Budget- und Rechnungsabnahme, die Festlegung der Gemeindereglemente und die Kontrolle der Exekutive. Die Grafik rechts zeigt die Zusammensetzung des Generalrats nach den Wahlen vom 7. März 2021.

### Exekutive
Ausführende Behörde ist der Gemeinderat (conseil communal). Er besteht aus neun Mitgliedern und wird vom Volk im Proporzwahlverfahren gewählt. Die Amtsdauer beträgt fünf Jahre. Der Gemeinderat ist für die Vollstreckung der Beschlüsse des Generalrates, für die Ausführung der Gesetzgebung von Bund und Kanton sowie für die Repräsentation und Führung der Gemeinde zuständig.

## Wirtschaft
Marly war bis in die erste Hälfte des 20. Jahrhunderts ein vorwiegend durch die Landwirtschaft geprägtes Dorf. Seit den 1950er-Jahren setzte aber eine rasante Entwicklung zur Agglomerationsgemeinde von Freiburg mit grossen Gewerbe- und Industrieflächen ein.
Heute bietet Marly rund 2400 Arbeitsplätze an. Mit 2 % der Erwerbstätigen, die noch im primären Sektor beschäftigt sind, hat die Landwirtschaft nur noch einen marginalen Stellenwert in der Erwerbsstruktur der Bevölkerung. Etwa 34 % der Erwerbstätigen sind im industriellen Sektor tätig, während der Dienstleistungssektor rund 64 % der Arbeitskräfte auf sich vereinigt (Stand 2001).
Die Landwirtschaft konzentriert sich heute auf Viehzucht und Ackerbau. Die handwerkliche und industrielle Entwicklung des Dorfes vollzog sich in mehreren Schritten. Seit dem 14. Jahrhundert wurden entlang der Ärgera Schmieden, Sägereien und Mühlen betrieben. Die bedeutende Papiermühle Marly gab es vom 15. Jahrhundert an bis 1921: die Datierung 1411 ist ungesichert, zuerst erwähnt wird sie 1474. Die Industrialisierung setzte im letzten Viertel des 19. Jahrhunderts ein. 1886 wurde eine Fabrik für die Herstellung von Akkumulatoren eröffnet, 1920 wurde der Betrieb eingestellt. Später kamen Betriebe der Uhrenindustrie und des Chaletbaus hinzu.

Luftbild des Ciba-Forschungszentrums (1966)

Wesentlich zum wirtschaftlichen Aufschwung trug die Eröffnung eines Forschungszentrums für die Fotochemie durch die Ciba-Geigy im Jahr 1963 bei. Der später auf weitere Branchen der chemischen Industrie ausgebaute Betrieb beschäftigte bis zu 1000 Angestellte und war in bedeutendem Ausmass für die Bevölkerungsexplosion während der 1960er-Jahre verantwortlich. In der wirtschaftlichen Krise der 1990er-Jahre wurde die Forschung zurück nach Basel verlegt. Der Verlust von zahlreichen Arbeitsplätzen konnte durch die mittlerweile diversifizierte Industrie und die Nähe von Freiburg aufgefangen werden und schlug sich nicht in einem Bevölkerungsrückgang nieder.
Heute konzentrieren sich Industrie und Gewerbe auf drei Zonen, nämlich südlich des Pérolles-Brücke, auf dem Areal der ehemaligen Papiermühle und allgemein im Talboden der Ärgera. Hier sind Betriebe der chemischen Industrie, der Elektrobranche, des Metallbaus, der Feinmechanik und der kosmetischen Industrie vertreten. Ebenfalls auf dem Gebiet von Marly liegt das Elektrizitätswerk Hauterive, dem das Wasser aus dem Stausee Lac de la Gruyère zugeleitet wird.
In den letzten Jahrzehnten hat sich Marly auch zu einer Wohngemeinde entwickelt. Viele Erwerbstätige sind deshalb Wegpendler, die hauptsächlich in Freiburg arbeiten.

## Verkehr
Die Gemeinde ist verkehrsmässig gut erschlossen. Sie liegt an der Hauptstrasse von Freiburg via La Roche nach Bulle. Der nächste Anschluss an die Autobahn A12 (Bern-Vevey) befindet sich rund 7 km vom Ortskern entfernt. Durch die Buslinien der Transports publics Fribourgeois, die von Freiburg nach Bulle, Jaun, Treyvaux, Giffers und Bonnefontaine verkehren, ist die Gemeinde an das Netz des öffentlichen Verkehrs angebunden.

## Geschichte
Das Gemeindegebiet von Marly war schon sehr früh bewohnt. So wurden Siedlungsspuren aus dem Neolithikum und aus der Hallstattzeit entdeckt. Aus der Römerzeit sind Überreste von mindestens vier Gutshöfen (fundus Martiliacus) erhalten.
Die erste urkundliche Erwähnung des Ortes erfolgte 1055 unter dem Namen in Marlensi. Später erschienen die Bezeichnungen Marliei (1134), Marllie (1228), Marlie (1240), Mallie (1251), Mallye (1270), Marliez (1453), Marlye (1476) und Maillié (1479). Als erste deutsche Version ist Mertellach (1466) überliefert. Der ursprüngliche Ortsname Martiliacum geht wohl auf den gallorömischen Geschlechtsnamen Martilius und der keltischen Ableitungssilbe -acum zurück.
Im Mittelalter bildete Marly den Mittelpunkt einer eigenen Herrschaft, die als Lehen den Herren von Arconciel unterstand. Spätestens 1442 kam das Dorf unter die Herrschaft von Freiburg und wurde der Alten Landschaft (Burgpanner) zugeordnet. Nach dem Zusammenbruch des Ancien Régime (1798) gehörte Marly während der Helvetik und der darauf folgenden Zeit zum Bezirk Freiburg, bevor es 1848 mit der neuen Kantonsverfassung in den Saanebezirk eingegliedert wurde.
Ab etwa 1950 setzte zusammen mit der industriellen Entwicklung eine rasche Bevölkerungszunahme ein. Mit Wirkung auf den 1. Februar 1970 schlossen sich die vorher selbständigen Gemeinden Marly-le-Grand und Marly-le-Petit zur Gemeinde Marly zusammen. Auf den 1. Januar 1976 wurde auch das Dörfchen Chésalles nach Marly eingemeindet. Marly legte sich nach den Gemeindefusionen ein neues Wappen zu (siehe Infobox), das sich nicht aus den Gemeindewappen der fusionierten Gemeinden zusammensetzt, sondern Bezug auf die Feudalfamilie de Marly nimmt.

## Sehenswürdigkeiten
Die Pfarrkirche Saints Pierre-et-Paul ist bereits 1294 erstmals belegt. Ihre heutige Gestalt erhielt die Kirche beim Neubau von 1785 bis 1787 und bei einer Erweiterung um 1878. Die Kirche besitzt eine bedeutende Innenausstattung, darunter einen Taufstein aus dem 17. Jahrhundert, einen Barockaltar aus dem 18. Jahrhundert und eine Schreinmadonna aus dem 14. Jahrhundert. Neben der Kirche steht das Pfarrhaus aus dem 18. Jahrhundert.
Ebenfalls im Dorf befinden sich die Kapelle Saint-Sébastien, die im 16. Jahrhundert erbaut wurde, sowie das Herrschaftshaus Carry (1664 errichtet und im 18. Jahrhundert umgebaut) und das Haus Gottrau mit Mansarddach aus dem 19. Jahrhundert. Nördlich von Marly führt die 1922 erbaute Bogenbrücke Pont de Pérolles in rund 70 m Höhe über das Saanetal und stellt die direkte Strassenverbindung mit der Stadt Freiburg her.

## Bildergalerie

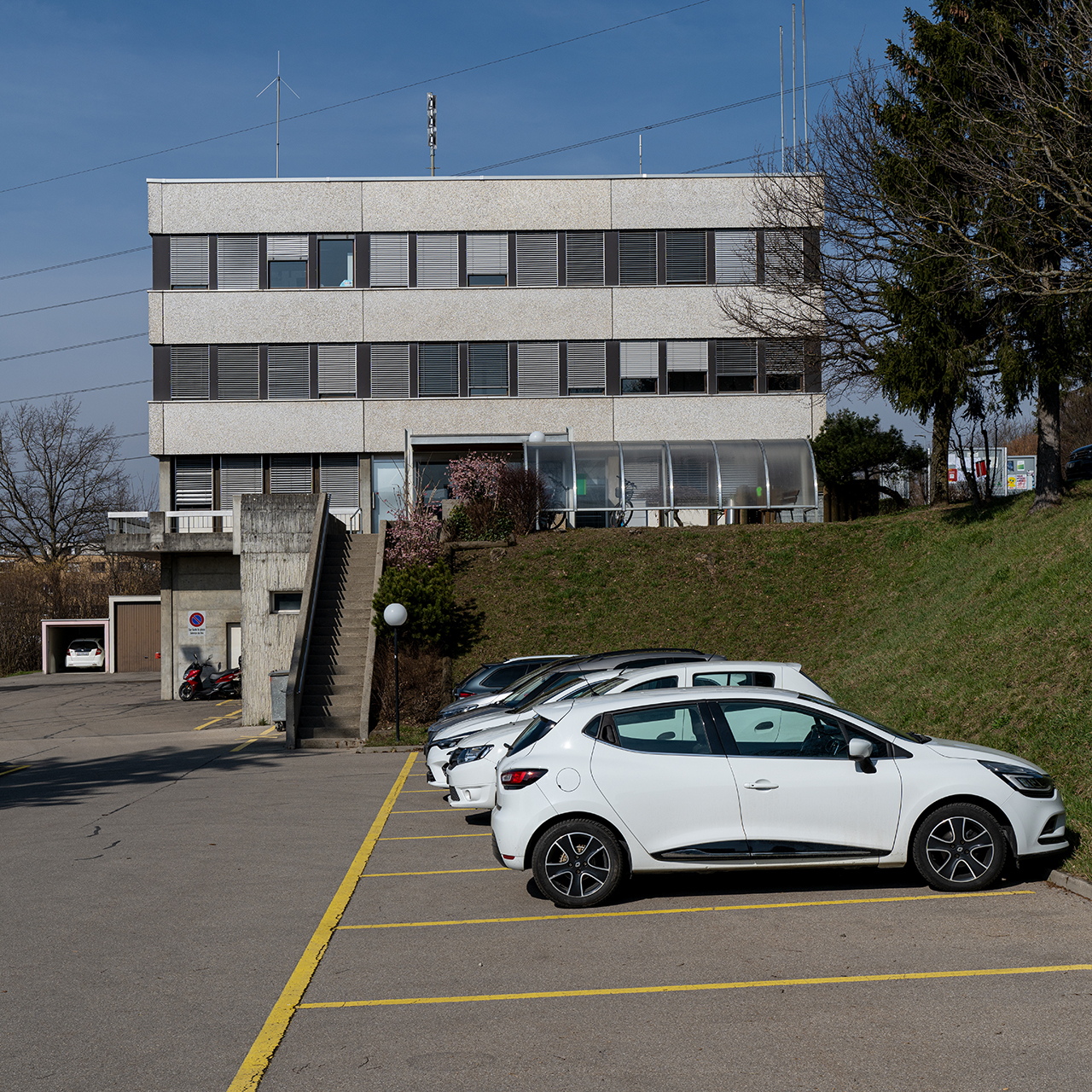
Gemeindeverwaltung
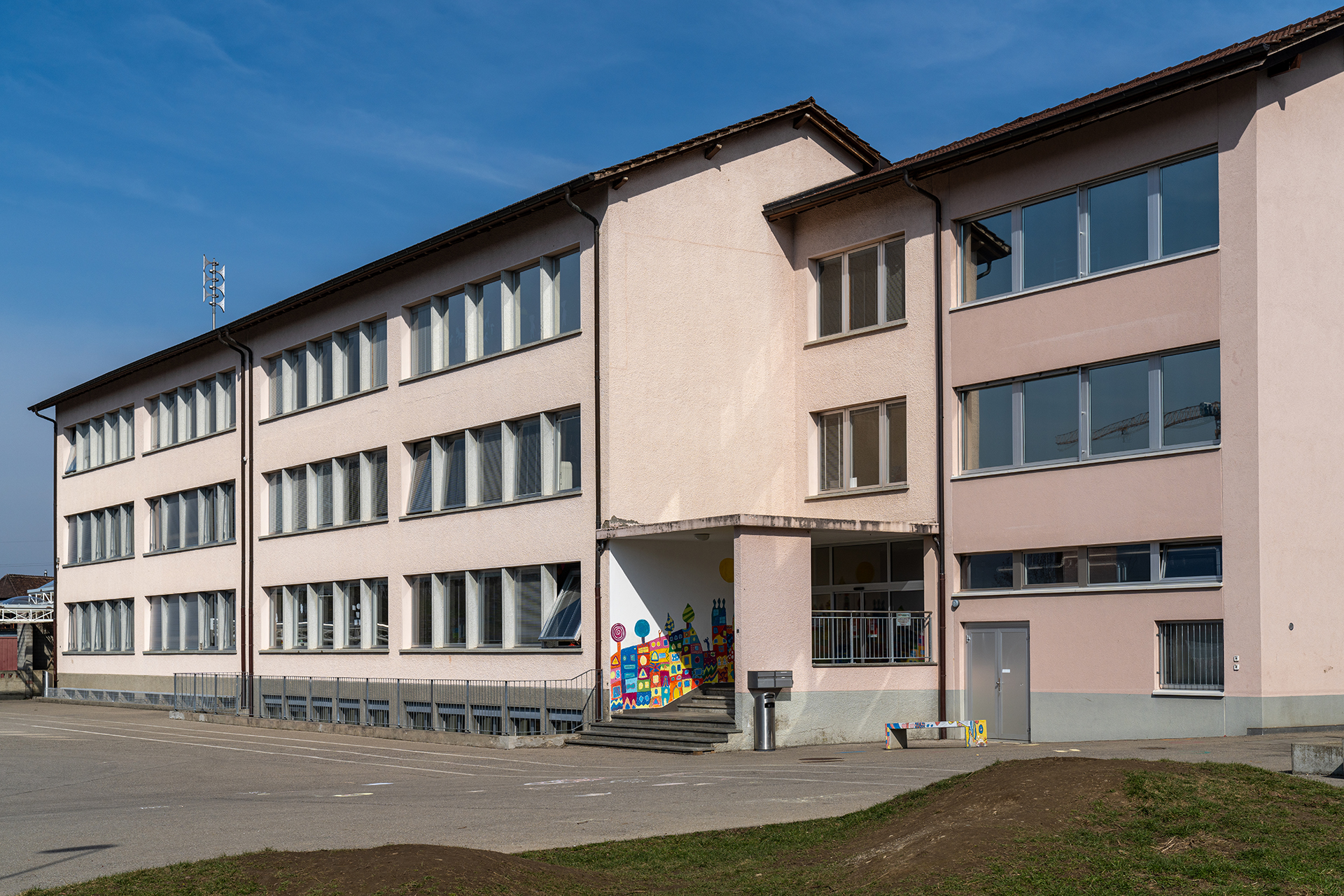
Primarschulhaus
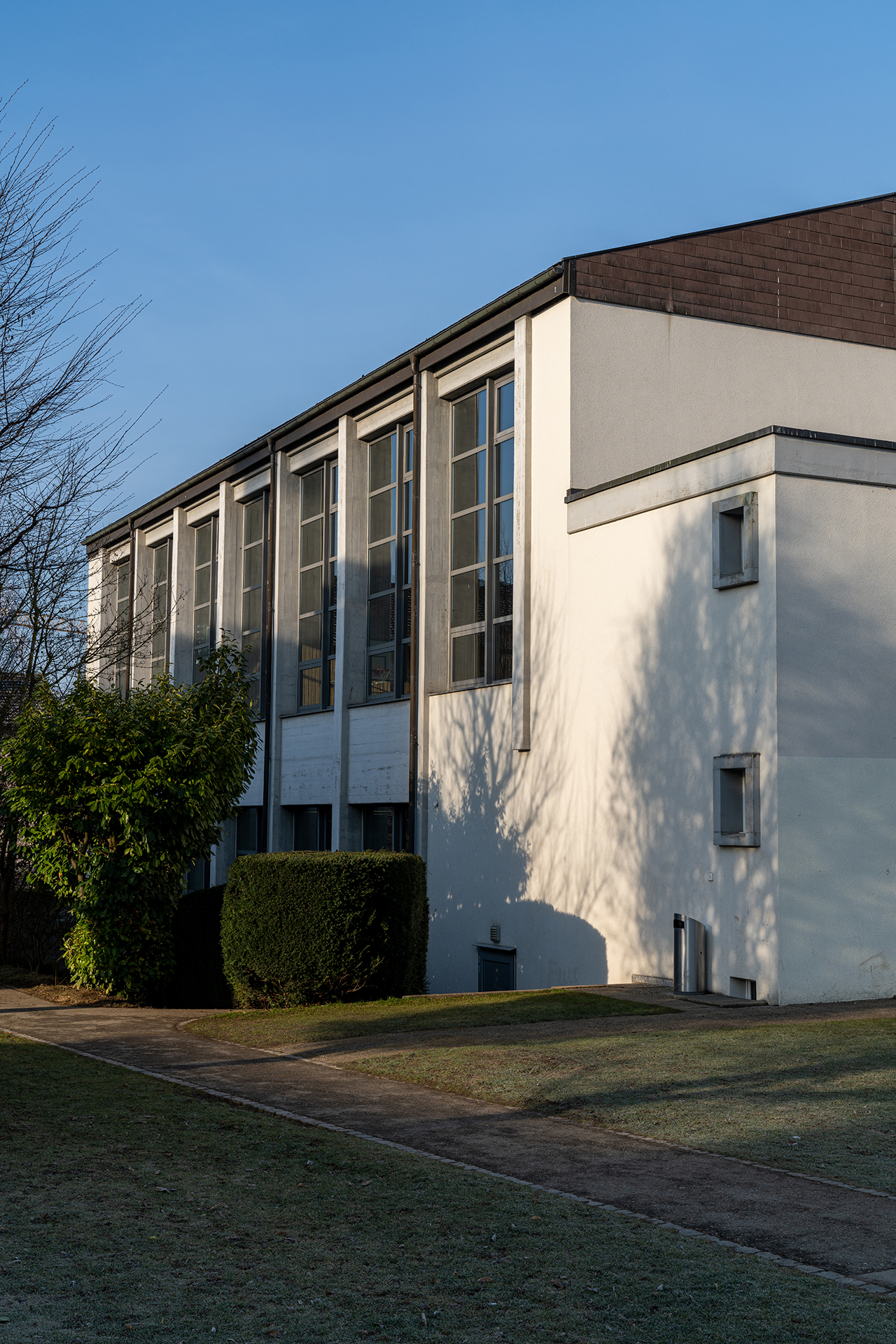
Mehrzweckhalle
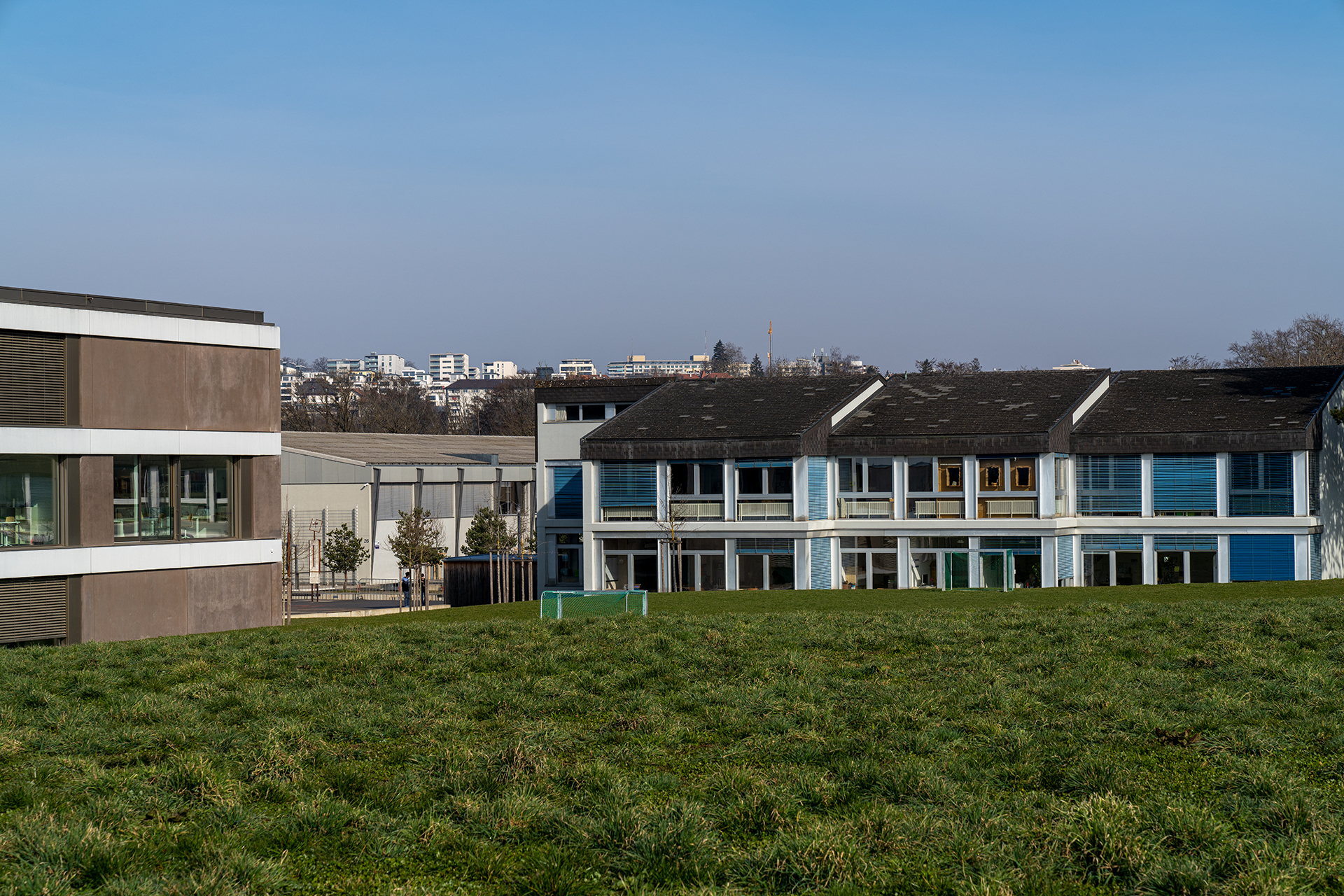
Ecole du Cycle
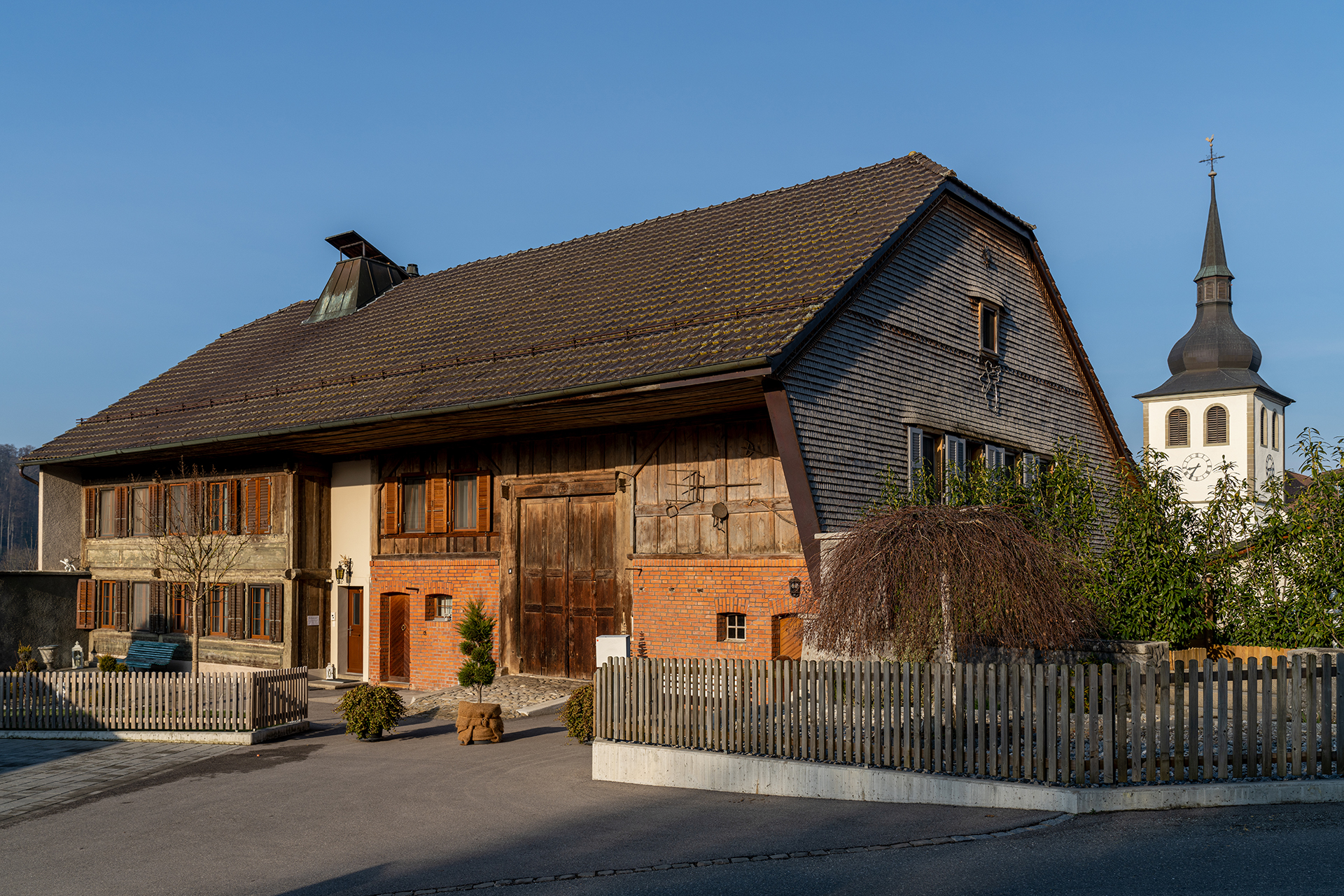
Ortskern
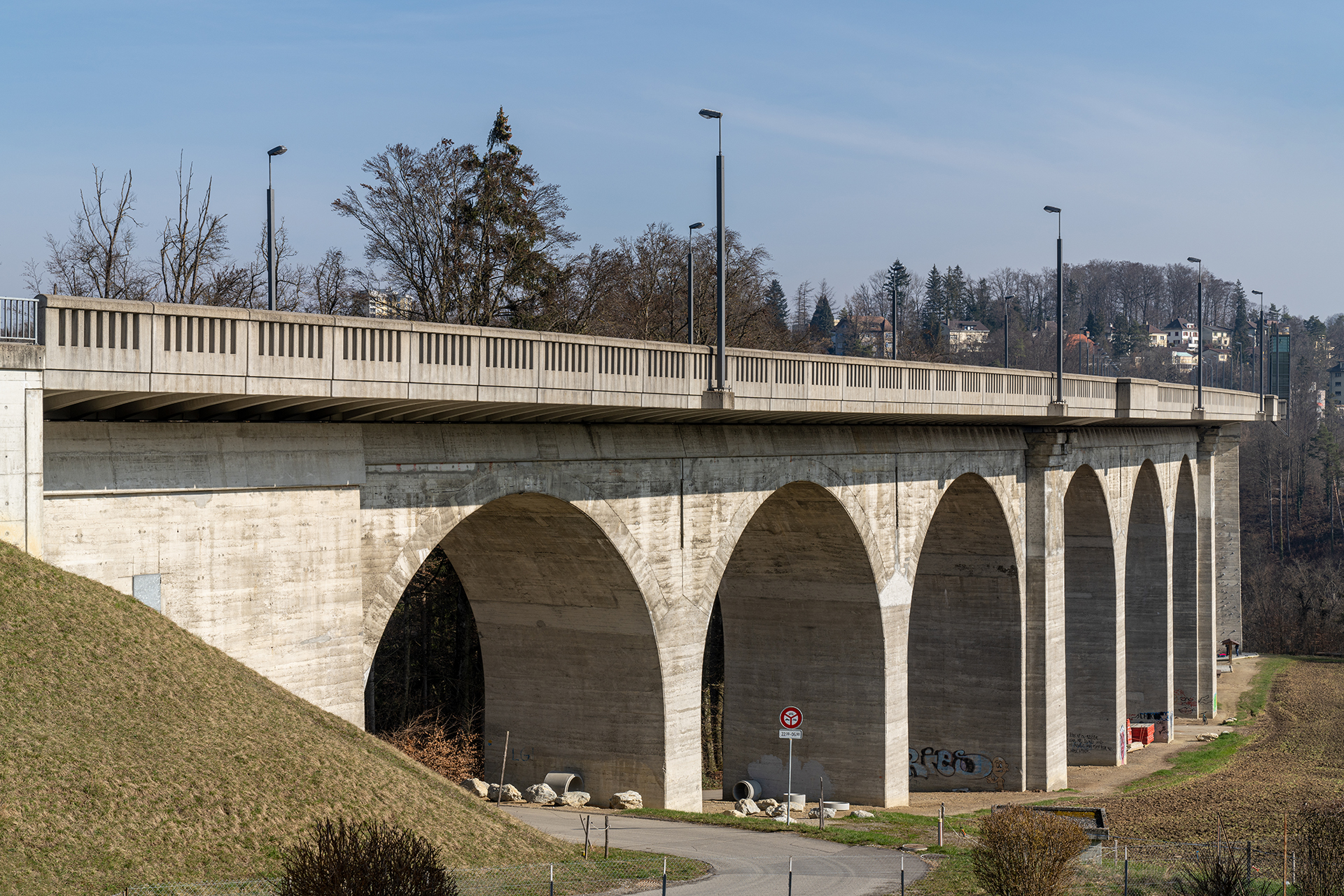
Pont de Pérolles

## Persönlichkeiten
- Wjatscheslaw Bykow (* 1960), sowjetischer und russischer Eishockeyspieler und -trainer, wohnt in Marly
- Géraldine Olivier (* 1967), Sängerin von volkstümlichen Schlagern, aufgewachsen in Marly